# Kuala Sepetang

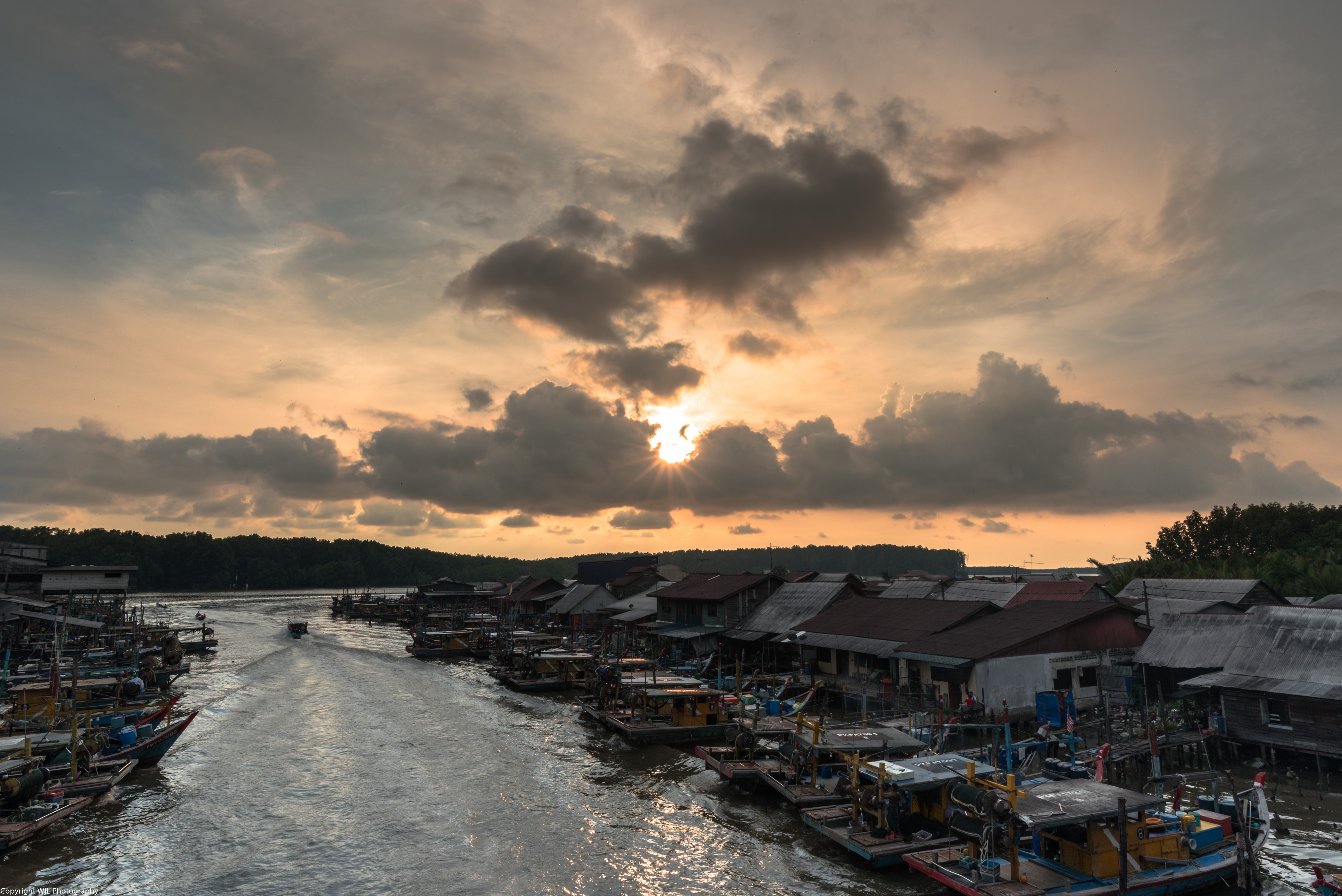
Sonnenuntergang in Kuala Sepetang

Kuala Sepetang (chinesisch: 十八丁) ist eine Kleinstadt an der Küste von Perak in Malaysia. Es wird auch Port Weld (chinesisch: 砵威) genannt, nach Frederick Weld, einem früheren Gouverneur der Straits Settlements.
Früher gab es dort einen Bahnhof der Holzschienenbahn Johore, von dem aber nur der heute als Cafe genutzte Fahrkartenschalter und ein Bahnhofsschild erhalten sind. Die Fischerei und die Herstellung von Holzkohle spielen neben dem Tourismus heute eine wichtige Rolle.
Koordinaten: 4° 50′ N, 100° 38′ O